# Rojo, blanco y sangre azul
Red, White & Royal Blue (en español, Rojo, blanco y sangre azul) es una novela romántica LGBT de 2019 escrita por Casey McQuiston. La novela se centra en el personaje de Alex Claremont-Diaz, hijo latino de la presidenta de los Estados Unidos, y su relación romántica con Henry, un príncipe inglés.

## Trasfondo
McQuiston tuvo la idea de lo que se convertiría en Red, White & Royal Blue durante las elecciones presidenciales estadounidenses de 2016. Mientras veía una temporada de la serie de comedia Veep de HBO y leía una biografía de Hillary Clinton escrita por Carl Bernstein, A Woman in Charge: The Life of Hillary Rodham Clinton y The Royal We de Heather Cocks y Jessica Morgan, sintió intriga por el estilo de vida extravagante y de alto perfil de la realeza británica y quería escribir su propia versión de una historia protagonizada por una familia real.

## Trama
Alex Claremont-Diaz es el hijo de la primera presidenta de los Estados Unidos, que se prepara para postularse para la reelección en 2020. Después de un incidente en una boda real, Alex tiene que fingir ser amigo del príncipe Henry para evitar que se convierta en una crisis diplomática y mediática en toda regla que distraiga la atención de la candidatura electoral de su madre. Si bien el esfuerzo inicialmente es controlar los daños, los dos se hacen amigos. Posteriormente se involucran románticamente cuando Henry revela que es gay y Alex se da cuenta de que es bisexual. Así, tienen que conciliar su relación con sus posiciones en el escenario mundial, tratando de no poner en peligro la reelección de su madre.

## Personajes
- Alex Claremont-Diaz es el hijo de la presidenta de los Estados Unidos y hermano de June Claremont-Diaz. El libro está escrito desde su perspectiva.
- Henry Fox-Mountchristen-Windsor es un príncipe británico y tercero en la línea de sucesión al trono británico.
- June Claremont-Diaz es la hija de la presidenta de los Estados Unidos y la hermana de Alex Claremont-Diaz.
- Ellen Claremont es la primera presidenta de los Estados Unidos. Demócrata de Texas, es la madre de Alex y June Claremont-Diaz y la exesposa de Oscar Diaz.
- Zahra Bankston es la Jefa de Gabinete Adjunta de Ellen Claremont.
- Nora Holleran es nieta del vicepresidente Mike Holleran. Junto con Alex y June Claremont-Diaz, forma el 'Trío de la Casa Blanca'.
- Percy 'Pez' Okonjo es el mejor amigo del príncipe Henry. Es el fundador de varias organizaciones benéficas y sin fines de lucro.
- Beatrice Fox-Mountchristen-Windsor es la hermana mayor del príncipe Enrique y la hermana menor del príncipe Felipe. Es una adicta a la cocaína en rehabilitación, una adicción que se desarrolló después de la muerte de su padre. Es la cuarta en la línea de sucesión al trono.

## Recepción
La novela obtuvo críticas generalmente positivas, especialmente por su representación de una relación LGBT. Kirkus Reviews dijo que "la fuerza de McQuiston está en el diálogo" y sus "personajes ricos y bien dibujados" y Publishers Weekly calificó a Red, White & Royal Blue como un "comienzo extremadamente prometedor". The Nerd Daily dijo que la novela era "una joya absoluta" y elogió el "cuidado exquisito" de McQuiston en la creación de sus personajes, otorgándole un diez sobre diez. The Hoya también revisó la novela positivamente, destacando su "humor milennial distintivo" y los "espectaculares personajes secundarios". Sin embargo, se señaló que la trama no era necesariamente realista.
La novela se incluyó en la lista de libros más vendidos del New York Times en junio de 2019. McQuiston dijo llevarse una buena impresión por la respuesta a la novela y comentó la posibilidad de una secuela. Red, White & Royal Blue ganó un premio Alex 2020 y los premios Goodreads Choice Awards 2019 a la mejor novela romántica y al mejor debut. 
La serie de televisión sueca de Netflix Young Royals se comparó con Red, White & Royal Blue debido a la similitud de algunos de los puntos de la trama.

## Adaptación
En abril de 2019, se informó que Amazon Studios había ganado una subasta por los derechos cinematográficos de Red, White & Royal Blue, que sería producida por Berlanti Productions. En octubre de 2021, se anunció que el dramaturgo y guionista Matthew Lopez dirigirá la película.
En junio de 2022, Taylor Zakhar Perez y Nicholas Galitzine fueron anunciados como los protagonistas de la película, interpretando a Alex Claremont-Diaz y al príncipe Enrique, respectivamente. Se confirmó que Uma Thurman interpretaría a Ellen Claremont. Clifton Collins Jr., Stephen Fry, Sarah Shahi, Rachel Hilson, Ellie Bamber, Aneesh Sheth, Ahmed Elhaj y Akshay Khanna también fueron anunciados para unirse al elenco. La producción está programada para comenzar en el Reino Unido en el mismo mes.
En julio de 2022, se anunció que Sharon D. Clarke, Malcom Atobrah y Thomas Flynn se unirían al elenco. Thomas Flynn está listo para interpretar al Príncipe Felipe. Los actores principales confirmaron en Instagram que la producción principal se completó el 15 de agosto de 2022.